# Gare de Boucau
Gare de Boucau – stacja kolejowa w Boucau, w departamencie Pireneje Atlantyckie, w regionie Nowa Akwitania, we Francji.
Stacja znajduje się na 193,787 km linii Bordeaux - Irun, na wysokość 4 m n.p.m.